# Francisco Martín Llorente
Francisco Martín Llorente (1869 - 16 de septiembre de 1937), que popularizó el nombre de pluma de «Armando Guerra», fue un militar español del Alto Estado Mayor, célebre por sus crónicas bélicas con mapas anexos que publicó en el El Debate a lo largo la Primera Guerra Mundial, que aumentaron de forma espectacular la tirada del diario. Se le ha colocado en el grupo de autores españoles con una postura germanófila en el conflicto. El 16 de septiembre de 1937 El Diario Vasco notificó su fallecimiento.